# Mikołaj Zawisza
Mikołaj Zawisza Kieżgajło herbu Łabędź (zm. przed 1639 rokiem) – kasztelan witebski w 1626 roku, świecki referendarz litewski w 1625 roku, dworzanin jego Królewskiej Mości.
Był elektorem Władysława IV Wazy z województwa witebskiego w 1632 roku. Żonaty z Elżbietą Radziwiłłówną (zm. 1627) córką Stanisława Radziwiłła, a następnie z Halszką Tyszkiewiczówną wojewodzianką brzeską.
Poseł na sejm nadzwyczajny 1626 roku z nieznanego sejmiku litewskiego.